# Černík
Černík é um município da Eslováquia, situado no distrito de Nové Zámky, na região de Nitra. Tem 13,39 km² de área e sua população em 2018 foi estimada em 1.045 habitantes.

## Demografia
| Ano:        | 1994 | 2004   | 2014   | 2024   |
| ----------- | ---- | ------ | ------ | ------ |
| Broj ljudi: | 1013 | 992    | 1016   | 1058   |
| Razlika:    |      | -2,07% | +2,41% | +4,13% |

| Ano:               | 2023 | 2024   |
| ------------------ | ---- | ------ |
| Número de pessoas: | 1037 | 1058   |
| Diferença:         |      | +2,02% |